# Motherland
Motherland (en español: Patria) es el himno nacional de Mauricio. La música fue compuesta por Philippe Gentil M.B.E. y la letra fue escrita por Jean-Georges Prosper en 1968. El himno es corto y describe la bella atmósfera de Mauricio. También menciona las cualidades de su pueblo: Paz, justicia y libertad. El himno se interpreta oficialmente en inglés.

## Letra eninglés
Glory to thee,
Motherland, oh motherland of mine,
Sweet is thy beauty,
Sweet is thy fragrance,
around thee we gather,
as one people,
as one nation,
In peace, justice and liberty,
Beloved country may God bless you,
for ever and ever

## Letra enespañol
Gloria a ti,
Patria, oh patria mía
Dulce es tu belleza
Dulce es tu fragancia
Alrededor de ti nos reunimos,
como un solo país
como una sola nación,
En paz, justicia y libertad
País amado que Dios te bendiga,
por siempre y para siempre
- Datos: Q336273